# Hon är min
Hon är min (engelsk originaltitel She's the One) är en amerikansk romantisk komedi, från 1996. Det är ett relationsdrama om några människor i New York. Edward Burns, som även regisserade filmen, och Mike McGlone spelar bröder och filmen handlar om deras trassliga kvinnoaffärer. De kvinnliga huvudrollerna spelas av Cameron Diaz, Jennifer Aniston och Maxine Bahns (som vid tiden för filminspelningen var tillsammans med Edward Burns).